# Weitental Straße
Die Weitental Straße (B 216) ist eine Landesstraße in Österreich. Sie führt auf einer Länge von 18 km durch das Tal des Weitenbaches im Waldviertel. Die Straße beginnt an der Donau nahe Melk und führt zunächst westlich am Naturpark Jauerling vorbei, ehe sie bei Pöggstall endet.

## Geschichte
Die Weitenegg-Zwettler Straße gehört seit dem 1. Jänner 1951 zum Netz der Bundesstraßen in Österreich. Später führte die B 36 durch das Yspertal und die Weitental Straße wurde zu einer eigenständigen Bundesstraße. 